# Alexis Weissenberg

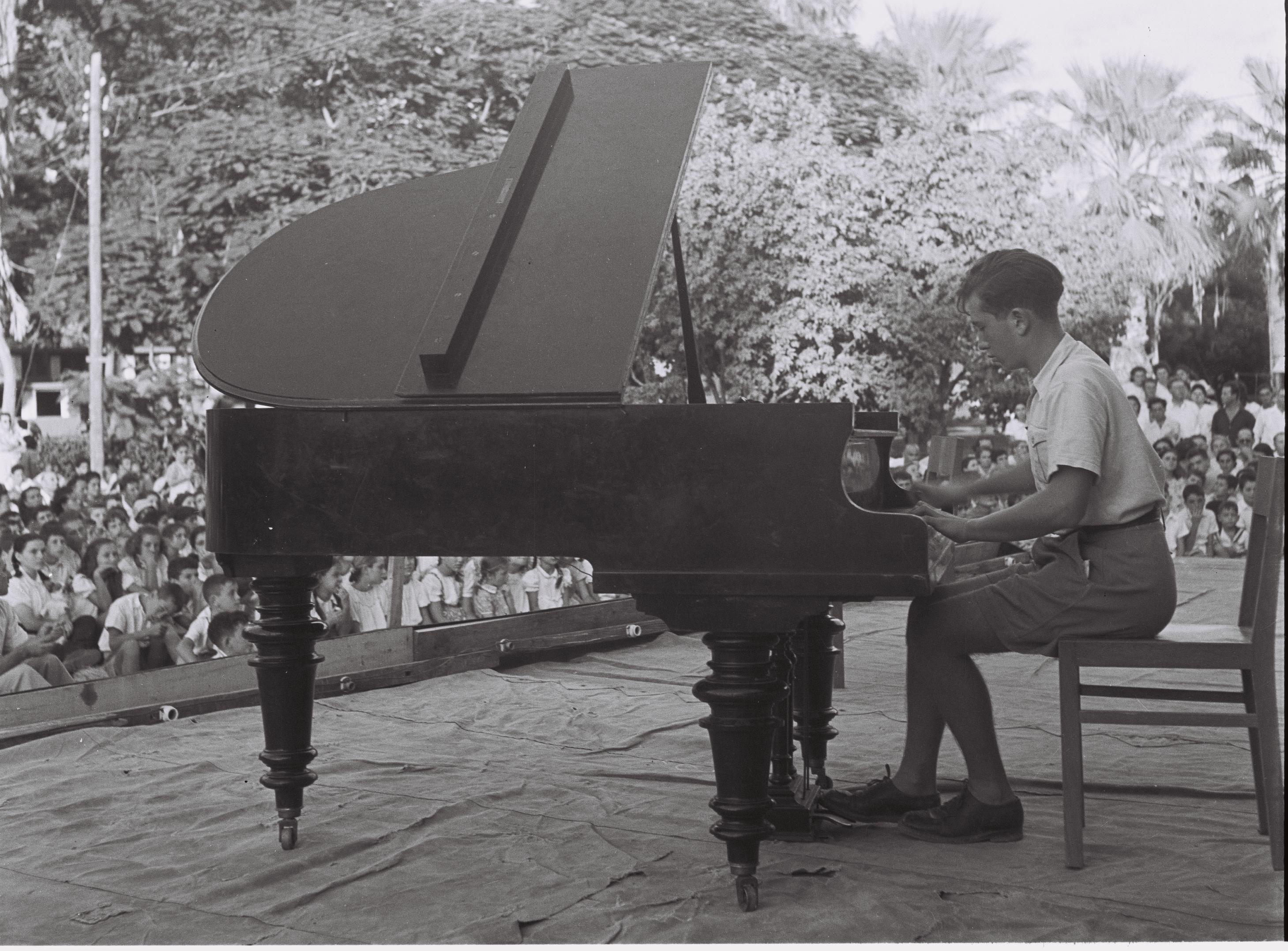
Alexis Weissenberg (1947)

Alexis Sigismund Weissenberg (Bulgaars: Алексис Сигизмунд Вайсенберг) (Sofia, 26 juli 1929 – Lugano, 8 januari 2012) was een Bulgaarse pianist, die de Franse nationaliteit had verkregen.

## Carrière
Weissenberg kreeg vanaf zijn derde levensjaar pianoles van Pancho Vladigerov. Al op tienjarige leeftijd gaf hij zijn eerste publieke uitvoering. Als tiener vluchtte hij in 1941 met zijn moeder richting Turkse grens, maar werd gepakt en belandde in een klein Duits kamp. Daar vond hij een oude accordeon, waarop hij Schubert speelde. De ontroerde kampcommandant liet de Weissenbergs per trein vertrekken naar Turkije. Aan het eind van de oorlog reisde hij door naar Palestina, waar hij ging studeren bij Leo Kestenberg.
In 1946 ging Weissenberg naar de Verenigde Staten om te studeren bij Olga Samaroff aan de Juilliard School in New York. Hij kreeg ook adviezen van Artur Schnabel en Wanda Landowska. In 1947 maakte Weissenberg zijn solodebuut in New York. Hij trad daar op met het Philadelphia Orchestra onder leiding van George Szell in het derde pianoconcert van Rachmaninov.
Tussen 1956 en 1966 zag hij langdurig af van openbare optredens om te kunnen studeren en lesgeven. Hij hervatte zijn optredens in 1966 met een recital in Parijs en voerde later dat jaar in Berlijn het eerste pianoconcert van Tsjaikovski uit met de Berliner Philharmoniker onder leiding van Herbert von Karajan. Deze noemde hem in de pers bij deze gelegenheid "een van de beste pianisten van onze tijd".
Weissenberg bezat een van de fijnste technieken van allen, en volgde daarin de traditie van de grote pianisten uit de Russische school als Josef Lhévinne en Vladimir Horowitz. Hij gebruikte zijn virtuositeit duidelijk als middel en niet als doel: hij zette zijn kunde in om de muzikale expressie van elk stuk maximaal te laten uitkomen. Zijn plaatopname van de pianosonate van Liszt in het begin van de jaren zeventig wordt algemeen beschouwd als een van de meest lyrische binnen een discografie die bestaat uit ten minste 75 opnamen. Weissenberg is ook bekend geworden door zijn expressieve uitvoeringen van werken van Schumann en Rachmaninov.

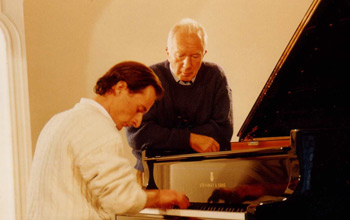
Weissenberg tijdens de masterclasses in Engelberg in 1995

Weissenberg was ook een bekend en gewaardeerd pianopedagoog. Hij gaf masterclasses over de gehele wereld. Hij stichtte zijn eigen Piano Master Class in Engelberg in Zwitserland, waar hij diverse studenten begeleidde, onder wie Kirill Gerstein, Simon Mulligan, Mehmet Okonşar en Nazzareno Carusi.
Hoewel hij door naturalisatie Fransman was geworden, woonde Weissenberg de laatste periode van zijn leven in Zwitserland, waar hij op 82-jarige leeftijd stierf.

## Discografie (selectie)
- Beethoven: Piano concertos EMI (3 CDs)
- Chopin: Works for piano and orchestra. EMI (2 CDs)
- Debussy: Piano works. Deutsche Grammophon (cd)
- Rachmaninov: Piano sonatas nos. 1, 2. Deutsche Grammophon (cd)
- Rachmaninov: Complete Preludes. RCA Gold Seal (cd)
- Brahms: Sonatas for violin & piano nos. 1-3. EMI (Mutter) (cd)
- Scarlatti: Sonaten , Piano. Deutsche Grammophon, CD, 1985